# Michel Temer

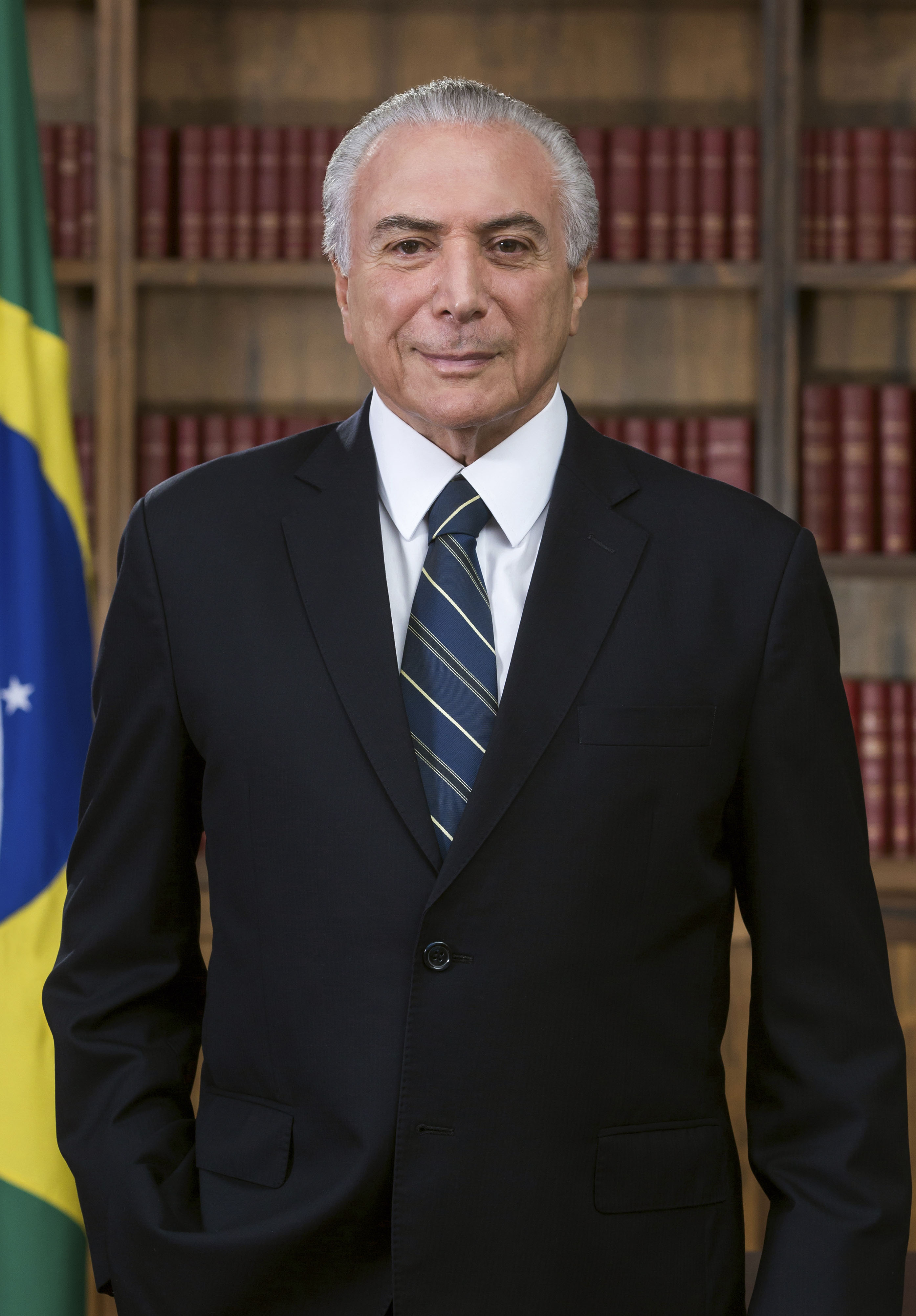
Michel Temer

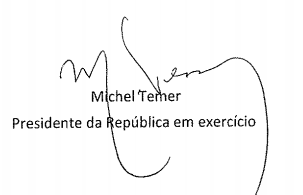

Michel Miguel Elias Temer Lulia (* 23. September 1940 in Tietê) ist ein brasilianischer Politiker des Partido do Movimento Democrático Brasileiro (PMDB). Am 12. Mai 2016 übernahm er für die Zeit der maximal sechsmonatigen Suspendierung von Präsidentin Dilma Rousseff als Vizepräsident die Regierungsgeschäfte. Nachdem der Senat endgültig für die Amtsenthebung Rousseffs in einer Abstimmung befunden hatte, wurde Temer am 31. August 2016 Präsident Brasiliens und bildete eine liberal-konservative Regierung. Während seiner Präsidentschaft wurden immer wieder Korruptionsvorwürfe gegen ihn laut, die schließlich zu Ermittlungen durch das oberste Bundesgericht führten. Trotz breiter Proteste, einem Generalstreik und der Rücktritte einiger seiner Minister weigerte sich Temer zurückzutreten. Die Aufhebung seiner Immunität scheiterte zweimal in der Abgeordnetenkammer an der erforderlichen Zweidrittelmehrheit. Seine Amtszeit endete am 31. Dezember 2018, Nachfolger wurde mit Jahresbeginn 2019 Jair Bolsonaro. 

## Leben

### Beginn der politischen Karriere
Temer stammt aus einer maronitisch-libanesischen Familie, die 1925 nach Brasilien auswanderte. Temer studierte Rechtswissenschaft an der Päpstlichen Katholischen Universität von São Paulo (PUC-SP), wo er auch promovierte. Er arbeitete als Rechtsanwalt sowie als Professor an vorgenannter Hochschule und ist Autor mehrerer Werke zur Verfassung Brasiliens. 1983 wurde er Staatsanwalt im Bundesstaat São Paulo, ein Jahr später Minister für Öffentliche Sicherheit des Bundesstaates. Seit 1981 ist Temer Mitglied der PMDB. Von 1995 bis 1997 und von 2001 bis 2016 war er Präsident seiner Partei.
1987 bis 1991 gehörte Temer der Verfassungsgebenden Versammlung Brasiliens an. 1993 bis 2011 war er Mitglied der Abgeordnetenkammer. 1997 bis 2000 sowie 2009 bis 2010 war er Präsident der Abgeordnetenkammer.

### Vizepräsident Brasiliens
Für die Präsidentschaftswahlen 2010 wurde Temer als Kandidat für die Vizepräsidentschaft unter Dilma Rousseff von der Partido dos Trabalhadores (PT) nominiert. Dafür trat seine Partei erstmals offiziell einem Wahlbündnis der PT zur Präsidentschaftswahl bei. Nachdem Rousseff die Stichwahl am 31. Oktober 2010 gewann, trat Temer sein Amt als Vizepräsident am 1. Januar 2011 an.
Im Herbst 2015 legte Temer einen wirtschaftspolitischen Entwurf mit dem Titel „Eine Brücke in die Zukunft“ vor. Darin ging er mit Rousseffs linker Arbeiterpartei hart ins Gericht. Er warf dem Koalitionspartner „Exzesse“ und „Verschwendung“ vor. Seine Vorschläge unter anderem: rigide Sparpolitik, Steuererleichterungen für Reiche, Flexibilisierung des Arbeitsmarktes, Einführung einer Schuldenbremse, Überarbeitung der Sozialprogramme, Anhebung des Renteneintrittsalters auf 65 Jahre. Ende März 2016 ließ seine Partei die Regierungskoalition platzen, damit konnte Rousseff so gut wie keine eigenen Gesetze mehr durch den Kongress bringen und ihr fehlte die Unterstützung bei einem laufenden Amtsenthebungsverfahren. Der Schritt der PMDB wurde von einigen als eine Art „Staatsstreich“ angesehen, da Temer im Falle einer Amtsenthebung Rousseff beerben würde.

### Amtsenthebung von Präsidentin Rousseff
Am 12. Mai 2016 beschloss der Bundessenat mit 55 zu 22 Stimmen Rousseff für 180 Tage zu suspendieren, um juristisch mögliche Amtsverfehlungen untersuchen zu lassen. Die offizielle Begründung für die Forderung nach einem Amtsenthebungsverfahren war Rousseffs mutmaßliche Manipulation von Haushaltsplänen zur Abdeckung kurzfristiger Engpässe vor ihrer Wiederwahl 2014. Temer übernahm damit in dieser Zeit ihre Aufgaben. Da das Abwahlverfahren gegen Rousseff, der „processo de impeachment de Dilma Rousseff“, am 31. August 2016 endgültig zum Erfolg führte, konnte Temer Rousseffs Legislatur bis Dezember 2018 fortführen. Rousseff selbst, die ehemalige Guerillakämpferin gegen die Militärdiktatur, rief die Bevölkerung auf, gegen diesen „institutionellen Putsch“ mobil zu machen und die Demokratie zu verteidigen.
CNN International beschrieb Temer im Mai 2016 als sehr beliebt an der Wall Street, seine Popularität bei der brasilianischen Bevölkerung hingegen als sehr gering. Unter seiner Amtsführung wird allgemein ein außenpolitischer Kurswechsel erwartet, der die unter der PT-Regierung angestrebte Unabhängigkeit von den USA revidiert. Diese Agenda dürfte zum Beispiel auf die Freigabe der Ölfelder vor der Küste für amerikanische Ölkonzerne abzielen sowie auf die formelle Unabhängigkeit der Zentralbank, im Sinne einer marktliberalen Finanzpolitik. Von der Enthüllungsplattform Wikileaks veröffentlichte Dokumente brachten Temer den Vorwurf ein, mit den USA auch im Geheimen kooperiert zu haben. Botschaftsdepeschen des damaligen US-Generalkonsuls in São Paulo Christopher J. McMullen offenbaren, dass Temer im Jahr 2006 als Abgeordneter die US-Botschaft über das politische „Innenleben“ Brasiliens informiert hat. Darin kritisierte er u. a. die Sozialprogramme unter Präsident Lula da Silva und äußerte sich zu der Möglichkeit, bei der nächsten Präsidentschaftswahl einen Kandidaten der eigenen Partei aufzustellen. Obwohl die Botschaftsdepeschen auch von direkten Treffen berichten, bestritt Temer dies mit dem Argument, McMullen könne auch Interviews ausgewertet haben. Die Beziehung zu den USA unter der Vorgängerin Dilma Rousseff gilt als belastet, insbesondere seit 2013 Edward Snowden in der Globalen Überwachungs- und Spionageaffäre enthüllte, dass der US-Geheimdienst NSA die Präsidentin und ihr Kabinett sowie den halbstaatlichen Mineralölkonzern Petrobras ausspioniert hatte.

### Präsidentschaft

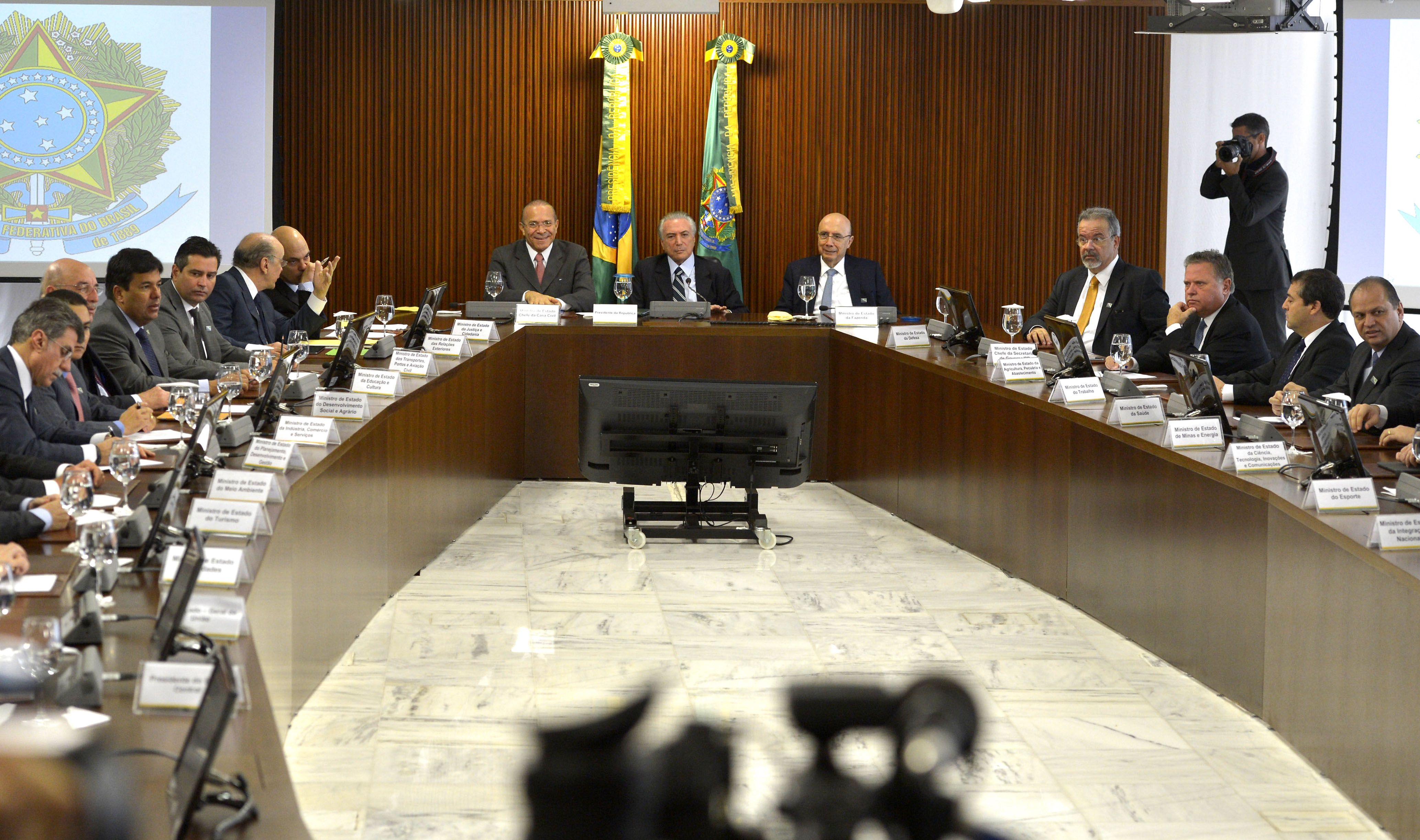
Michel Temer bei der ersten Kabinettssitzung als Präsident im Mai 2016

Nach seiner Amtsübernahme kündigte Temer Kürzungen, Entlassungen, Privatisierungen, eine Rentenreform und die Liberalisierung des Arbeitsmarkts an. Im Sender TV Globo gab er bekannt, da er sich 2018 nicht zur Wahl stelle, könne er nun „unpopuläre Entscheidungen“ treffen. Er kündigte eine „Regierung der nationalen Rettung“ an und eine stärkere Betonung der Religiosität. In seiner Antrittsrede betonte er, seine Regierung werde die Ermittlungen im Korruptionsskandal Lava Jato um den halbstaatlichen Ölkonzern Petrobras nach Kräften unterstützen. Kritiker befürchten jedoch, dass Temer die Lava-Jato-Untersuchungen nach der Machtübernahme eher behindern wird – zu Gunsten seiner Unterstützer und seiner selbst. Temer tauschte alle Minister aus und bildete die Institutionen um. Ganze Ministerien wurden aufgelöst. Unter den Staatsbediensteten fand ein umfassender Austausch statt. Es wurde befürchtet, er wolle nicht – wie in Brasiliens Verfassung von 1988 vorgesehen – die Regierung bis zur Entscheidung über Rousseffs Amtsenthebung nur kommissarisch führen. Als eine der ersten Amtshandlungen entließ die De-facto-Regierung 4000 Staatsbedienstete. Es war das erste Kabinett seit 1979, dem keine Frau angehörte. Die Justiz ermittelt gegen ein Drittel der Regierungsfunktionäre im Zusammenhang mit dem Korruptionsfall.
Zum Außenminister bestimmte Temer José Serra; das 74-jährige Mitglied der rechtsgerichteten PSDB war zweimal in der Stichwahl um das Präsidentenamt geschlagen worden, 2002 von Lula und 2010 von Rousseff. Als Finanzminister ernannte Temer den 70-jährigen Henrique Meirelles, einstiger Vorstandschef der Bank of Boston und 2003–2010 Zentralbankchef. Er steht für eine marktfreundliche Finanzpolitik. Agrarminister wurde der umstrittene Gen-Soja-Großunternehmer Blairo Maggi, der für die Zerstörung weiter Teile des Regenwaldes am Amazonas verantwortlich gemacht wird. Industrieminister wurde Marcos Pereira, ein evangelikaler Prediger und Bischof einer der größten Pfingstkirchen Brasiliens sowie ehemaliger Verwaltungs- und Finanzdirektor von „TV Record do Rio de Janeiro“. Als Arbeitsminister wurde Ronaldo Nogueira ernannt, ein weiterer Prediger der evangelikalen „Assembleia de Deus“. Temer ernannte den General Sérgio Etchegoyen zum Minister für Nationale Sicherheit. Zum Planungs- und Entwicklungsminister berief er Romero Jucá, gegen den in zwei Korruptionsskandalen ermittelt wird, in „Lava Jato“ und in „Zelotes“, bei dem es um Mauscheleien und Steuerbetrug von mindestens 70 Großunternehmen in dem Finanzministerium angegliederten steuerlichen Verwaltungsrat CARF geht. Venezuela und El Salvador beorderten ihre Botschafter aus Brasilien zurück und erkannten die Regierung Temer nicht an.

### Korruptionsvorwürfe
Am 18. Mai 2017 genehmigte das Oberste Bundesgericht Korruptionsermittlungen gegen Temer aufgrund einer 38-minütigen, zuvor veröffentlichten Audioaufnahme mit Joesley Batista, dem Miteigentümer des größten Fleischkonzerns der Welt, JBS, in der Temer diesen in seinem illegalen Vorgehen bestärkte. Batista soll Schweigegeldzahlungen an den bereits inhaftierten Parlamentspräsidenten Eduardo Cunha gebilligt haben, der in die Korruptionsaffäre um den staatlichen Ölkonzern Petrobras verstrickt ist. Batista und sein Bruder Wesley haben eine geheime Kronzeugenvereinbarung mit der Justiz abgeschlossen und berichteten, über Jahre Politiker aller Lager bestochen zu haben, um JBS mit Milliarden an Staatskrediten zu unterstützen. Auf 200 Millionen US-Dollar wurde der Schaden für die öffentliche Hand beziffert. Temer dementierte die Berichte und weigerte sich zurückzutreten, obwohl mehrere Minister seines Koalitionspartners PSDB ihm die Gefolgschaft kündigten. Anträge auf ein Amtsenthebungsverfahren Temers wurden gestellt.
Unter Beteiligung der großen sozialen Bewegungen und vieler Gewerkschaften forderten Menschen in Protestmärschen neben dem sofortigen Rücktritt Temers Direktwahlen und das Aussetzen der geplanten Reformen im Renten-, Gewerkschafts- und Arbeitsrecht. Neben den Korruptionsvorwürfen sind viele Brasilianer auch mit seiner Wirtschaftspolitik nicht einverstanden. Seine Regierung plante längere tägliche Arbeitszeiten einzuführen, die Rechte von Gewerkschaften einzuschränken und das Renteneintrittsalter zu erhöhen. Im von hoher Ungleichheit geprägten Brasilien leben viele Menschen bereits am Existenzminimum. Am 24. Mai 2017 kam es zu Generalstreiks in mehreren Städten – Gewerkschaften und soziale Bewegungen hatten zu den Protesten aufgerufen. Im Regierungsviertel in der Hauptstadt Brasília setzte die Militärpolizei Tränengas und Gummigeschosse ein, um einen Sturm auf den Kongress zu verhindern, mehrere Ministerien mussten evakuiert werden und das Agrarministerium wurde in Brand gesetzt. Die Börse in São Paulo brach zeitweise am gleichen Tag um zehn Prozent ein, woraufhin der Handel erstmals seit 2008 ausgesetzt wurde.
Am 2. August 2017 stimmte die Abgeordnetenkammer über ein Strafverfahren gegen Temer wegen Korruptionsverdachts ab. Die für die Einleitung des Verfahrens nötige Zwei-Drittel-Mehrheit (342 von 513 Abgeordneten) wurde nicht erreicht, die Kammer lehnte mehrheitlich die Suspendierung des Präsidenten ab. Temers Zustimmungswerte bei der Bevölkerung lagen zuletzt bei fünf Prozent. Auch bei einer zweiten Abstimmung am 25. Oktober 2017 lehnte die Kammer mehrheitlich (251 gegen 233 Stimmen) eine Aufhebung der Immunität Temers ab.
Am 21. März 2019 wurden Temer sowie der frühere Bergbau- und Energieminister Moreira Franco verhaftet. Zunächst am 26. März 2019 wieder freigelassen, wurde Temer am 9. Mai 2019 erneut in Untersuchungshaft genommen. Am 14. Mai 2019 wurde er wieder freigelassen.

### Privates

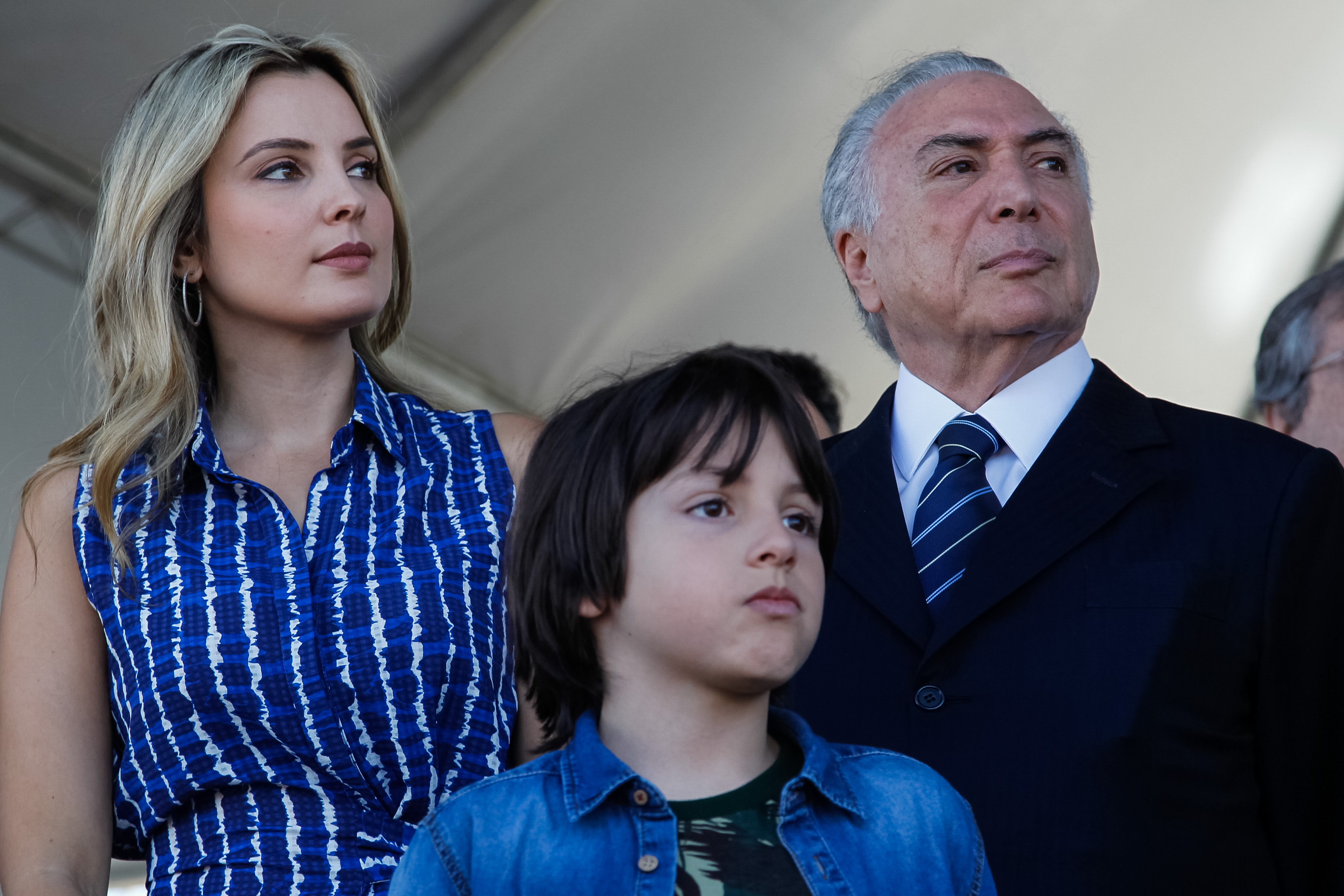
Marcela und Michel Temer mit dem gemeinsamen Sohn Michel (2017)

Temer ist seit 2003 in zweiter Ehe verheiratet und hat aus beiden Ehen sowie einer unehelichen Beziehung insgesamt fünf Kinder. Seine Ehefrau Marcela Temer, geboren am 16. Mai 1983 als Marcela Tedeschi de Araújo, ist eine ehemalige Schönheitskönigin aus dem Bundesstaat São Paulo.

## Schriften
- Território Federal nas Constituições Brasileiras. Ed. Revista dos Tribunais, São Paulo, SP 1975, OCLC 2596518, weitere Aufl. 1989 (portugiesisch; die Dissertation behandelt den Begriff des Bundesterritoriums in den brasilianischen Verfassungen).
- Constituição e Política. Ed. Malheiros, São Paulo, SP 1994, OCLC 31131153 (portugiesisch; Verfassung und Politik).